# Saint-Silvain-sous-Toulx
Saint-Silvain-sous-Toulx är en kommun i departementet Creuse i regionen Nouvelle-Aquitaine i de centrala delarna av Frankrike. Kommunen ligger i kantonen Jarnages som tillhör arrondissementet Guéret. År 2022 hade Saint-Silvain-sous-Toulx 147 invånare.

## Befolkningsutveckling
Antalet invånare i kommunen Saint-Silvain-sous-Toulx
Referens:INSEE